# Tadashi Hanaya
Tadashi Hanaya (花谷正, Hanaya Tadashi) (5 janvier 1894 - 28 août 1957) est un général de l'armée impériale japonaise qui commanda les forces japonaises en Birmanie durant la Seconde Guerre mondiale.

## Biographie
Né dans la préfecture d'Okayama, Hanaya est le fils d'un chef de village. Il étudie dans des écoles militaires préparatoires et sort diplômé de la 26e promotion de l'académie de l'armée impériale japonaise en mai 1914 puis sert dans le 54e régiment régiment d'infanterie. Il sort ensuite diplômé de la 34e promotion de l'école militaire impériale du Japon en novembre 1922.
Hanaya sert à l'État-major de l'armée impériale japonaise au début de sa carrière et est également stationné à Zhengzhou en Chine sur les ordres de l'armée japonaise du Guandong. En août 1929, il devient commandant de bataillon dans le 37e régiment régiment d'infanterie. En tant que major en 1931, il est affecté à la section des renseignements militaires de l'armée du Guandong et sert comme chef du bureau des opérations spéciales de Mukden. À ce poste, il est particulièrement impliqué dans l'organisation de l'incident de Mukden avec les généraux Seishirō Itagaki et Kanji Ishiwara qui fournit le prétexte à l'invasion japonaise de la Mandchourie. Il commande ensuite un bataillon dans le 35e régiment d'infanterie et retourne à l'État-major de l'armée du Guandong en 1935 et à l'État-major de l'armée impériale japonaise en 1936. En août 1937, Hanaya est promu colonel et reçoit le commandement du 43e régiment régiment d'infanterie qui combat à Shanghai au début de la seconde guerre sino-japonaise. Il est nommé chef de la délégation militaire japonaise au Mandchoukouo en 1939, après l'incident de Nomonhan.
En mars 1940, Hanaya est promu général de brigade et reçoit le commandement de la 29e brigade d'infanterie. Il sert ensuite comme commandant du groupe d'infanterie de la 29e division en 1941, avant d'être promu chef d'État-major de la 1re armée en décembre 1941. Il est promu général de division en octobre 1943 et affecté au commandement de la 55e division en Birmanie. Cette unité participe aux violents combats contre l'armée britannique à la bataille d'Admin Box du 5 au 23 février 1943. Sa division reçoit également l'ordre d'envahir la région d'Akyab en Birmanie le 11 janvier 1944. Son offensive est cependant détruite par les renforts et la suprématie aérienne britanniques et il doit se replier pour éviter l'encerclement. Il contre-attaque le long de la rivière Sittang en mai-juin 1945, ce qui permet à une partie de la 25e armée de s'échapper.
En juillet 1945, Hanaya est nommé chef d'État-major de la 39e armée qui est basée à Bangkok. Mais 5 jours plus tard, il est promu chef d'État-major de la 18e armée régionale. Bien que Hanaya ait la réputation de brutaliser ses officiers, il est aussi l'un des premiers à accepter l'annonce de la reddition du Japon par l'empereur Hirohito.
Après la guerre, Hanaya s'implique dans des organisations organisations d'extrême-droite et publie ses mémoires sur l'incident de Mukden en 1955.